# Nový Jáchymov
Nový Jáchymov (en allemand : Neu Joachimsthal) est une commune du district de Beroun, dans la région de Bohême-Centrale, en République tchèque. Sa population s'élevait à 695 habitants en 2020.

## Géographie
Nový Jáchymov se trouve à 11 km à l'ouest de Beroun et à 37 km à l'ouest-sud-ouest de Prague.
La commune est limitée par Nižbor au nord et au nord-est, par Otročiněves au sud-est, et par Hudlice au sud, et par Roztoky à l'ouest.

## Histoire
La première mention écrite de la localité date de 1320.